# Dombeya megaphyllopsis
Dombeya megaphyllopsis är en malvaväxtart. Dombeya megaphyllopsis ingår i släktet Dombeya och familjen malvaväxter.

## Underarter
Arten delas in i följande underarter:
- D. m. megaphyllopsis
- D. m. vondrozensis